# Eléonore Simonet
Eléonore Simonet (ur. 26 listopada 1997 w Liège) – belgijska francuskojęzyczna polityk i prawniczka, parlamentarzystka regionalna, od 2025 minister w rządzie federalnym.

## Życiorys
Działalność polityczną prowadzili jej dziadek Henri Simonet oraz ojciec Jacques Simonet. W 2020 ukończyła studia prawnicze na Université Saint-Louis – Bruxelles. W 2022 uzyskała magisterium w zakresie prawa cywilnego i karnego na UCLouvain. W tym samym roku podjęła praktykę w zawodzie prawnika. Dołączyła do Ruchu Reformatorskiego. W 2024 została wybrana do parlamentu Regionu Stołecznego Brukseli.
W lutym 2025 weszła w skład nowego rządu federalnego, na czele którego stanął Bart De Wever; powierzono jej w nim funkcję ministra do spraw samozatrudnionych oraz małej i średniej przedsiębiorczości.